# Youssef Rabeh
Youssef Rabeh (* 13. April 1985 in Rabat) ist ein marokkanischer Fußballspieler, er spielt auf der Position des Innenverteidigers. Seit Anfang 2011 spielt er für Wydad Casablanca, außerdem war er Nationalspieler von Marokko. Sein Spitzname ist Der Beckenbauer von Marokko.

## Karriere
Rabeh begann seine Karriere mit zehn Jahren bei FUS de Rabat. Er spielte von 1995 bis 2005 bei diesem Verein, durchlief in dieser Zeit die Jugendmannschaften und wurde 2003 in die erste Mannschaft übernommen. Im Sommer 2005 unterschrieb er für ein Jahr bei Al-Ahli in Saudi-Arabien. Außerdem wurde er als Kapitän mit Marokkos U20-Nationalteam Vierter bei der Junioren-Fußballweltmeisterschaft 2005. 2006 unterschrieb er wieder bei FUS de Rabat für sechs Monate. Für den Rest der Saison spielte er bei FAR Rabat, ebenfalls in Marokko. 2007 wechselte er für 800.000 Euro nach Bulgarien zu Lewski Sofia. Seitdem bestritt er 36 Ligaspiele für den Verein.
Nach einigen Skandalen löste Lewski Sofia den Vertrag mit Rabeh auf. Danach wechselte dieser zum russischen Erstligisten Anschi Machatschkala, jedoch beendete er, bevor er das erste Spiel im Trikot von Makhachkala absolvierte, seine Profilaufbahn. Das Karriereende war jedoch nur von kurzer Dauer. Anfang März vermeldete der marokkanische Erstligist, Maghreb Tétouan, die Verpflichtung des Innenverteidigers. Nach einem Jahr schloss er sich Wydad Casablanca an. Dort gewann mit seiner Mannschaft in den Jahren 2015 und 2017 die marokkanische Meisterschaft sowie im Jahr 2017 die CAF Champions League.
Zwischen 2007 und 2015 war Rabeh auch A-Nationalspieler von Marokko. Er absolvierte fünf Länderspiele.

## Erfolge
- CAF Champions League: 2017
- Marokkanischer Meister: 2015, 2017
- Marokkanischer Pokalsieger: 2007
- Bulgarischer Meister: 2009